# 서울성북경찰서
서울성북경찰서(서울城北警察署, Seoul Seongbuk Police Station)는 서울특별시경찰청이 관할하는 경찰서 중 하나이다. 서울특별시 성북구의 서부를 관할한다. 성북구 동부는 서울종암경찰서의 관할이다. 구체적인 관할 구역은 돈암동, 동선동, 동소문동, 보문동, 삼선동, 성북동, 안암동, 길음제1동, 종암동 종암로 13이다. 서울특별시 성북구 보문로 170 (삼선동5가)에 위치하고 있다.
서장은 총경으로 보한다.

## 연혁
- 1945년 10월 21일 국립경찰 창설 및 성북경찰서 개서
- 1946년 10월 1일 치안수요 증가로 직원을 400명으로 증원하고, 서울성북경찰서 본 청사 건립
- 1963년 1월 1일 행정구역 변경에 의거 경기도 양주군 노해면이 편입.[4]
- 1969년 2월 12일 북부경찰서 개서로 인하여 삼양, 북양 등 10개 파출소 관할 이전
- 1973년 2월 11일 구청사를 철거 후 동대지위에 신청사 준공
- 1979년 10월 15일 종암경찰서 개서로 종암, 하월곡, 상월곡, 장위, 길음3동 등 5개동 관할 이전
- 1984년 9월 20일 행정구역 개편으로 신용두, 제기1동파출소를 청량리경찰서로 관할 이전
- 1997년 10월 15일 파출소 통폐합 22개 파출소 → 21개 파출소
- 1998년 7월 1일 파출소 통폐합 21개 파출소 → 15개 파출소[5]
- 2000년 6월 1일 파출소 통폐합 15개 파출소 → 13개 파출소[6]
- 2008년 11월 27일 신축 청사 이전 (성북구 삼선동5가 411번지)

## 관할 지구대[7]
| 명칭        | 사진 | 주소                      | 관할구역                           | 치안센터                    |
| ----------- | ---- | ------------------------- | ---------------------------------- | --------------------------- |
| 돈암지구대  |      | 아리랑로5길 54 (돈암동)   | 동선동, 동소문1·4·5·6·7가, 돈암2동 | 돈암치안센터                |
| 안암지구대  |      | 지봉로21길 45 (보문동3가) | 안암동1·2·3·4·5가, 보문동 일부     | 보문치안센터 삼선치안센터   |
| 길음지구대  |      | 삼양로13길 51 (길음동)    | 길음1동, 정릉1동, 돈암1동          | 길음1치안센터 정릉1치안센터 |
| 정릉파출소  |      | 솔샘로 111 (정릉동)       | 정릉3·4동                          | 정릉3치안센터 정릉4치안센터 |
| 정릉2파출소 |      | 정릉로26길 6 (정릉동)     | 정릉2동, 성북동 일부               |                             |
| 성북파출소  |      | 성북로 94 (성북동)        | 성북동 일부                        | 성북1치안센터               |

## 같이 보기
- 서울특별시지방경찰청
- 서울종암경찰서